# Campeonato Sul-Americano de Atletismo Júnior de 2011
O Campeonato Sul-Americano de Atletismo Júnior de 2011 foi a 39ª edição da competição de atletismo organizada pela CONSUDATLE para atletas com menos de vinte anos, classificados como júnior ou sub-20. O evento foi realizado no Estádio Alfonso Galvis Duque, em Medellín, na Colômbia, entre 23 e 25 de setembro de 2011. Contou com cerca de 271 atletas de 13 nacionalidades distribuídos em 44 eventos. 

## Medalhistas
Esses foram os resultados do campeonato. 

### Masculino
| Evento                      | Ouro                                                                                    | Ouro           | Prata                                                                       | Prata    | Bronze                                                                            | Bronze   |
| --------------------------- | --------------------------------------------------------------------------------------- | -------------- | --------------------------------------------------------------------------- | -------- | --------------------------------------------------------------------------------- | -------- |
| 100 metros                  | Aldemir da Silva Junior (BRA)                                                           | 10.36          | Diego Palomeque (COL)                                                       | 10.45    | Mateo Edward (PAN)                                                                | 10.47    |
| 200 metros                  | Aldemir da Silva Junior Diego Palomeque                                                 | 20.94          |                                                                             |          | Stiven Valois (COL)                                                               | 21.39    |
| 400 metros                  | Anderson Henriques (BRA)                                                                | 46.59          | Bernardo Baloyes (COL)                                                      | 47.05    | Stephan James (GUY)                                                               | 47.79    |
| 800 metros                  | Joseilton Cunha (BRA)                                                                   | 1:49.32        | Maicon dos Santos (BRA)                                                     | 1:49.55  | Miguel Alvarado (COL)                                                             | 1:50.20  |
| 1 500 metros                | Federico Bruno (ARG)                                                                    | 3:53.04        | Lucirio Garrido (VEN)                                                       | 3:53.10  | Carlos Díaz (CHI)                                                                 | 3:54.41  |
| 5 000 metros                | Miguel Amador (COL)                                                                     | 14:40.81       | Yamid Naranho (COL)                                                         | 14:44.81 | Gustavo Frencia (ARG)                                                             | 15:09.49 |
| 10 000 metros               | Miguel Amador (COL)                                                                     | 30:54.90       | João Prado Filho (BRA)                                                      | 31:22.64 | Mauricio Matute (ECU)                                                             | 31:37.89 |
| 10 km marcha atlética       | Eider Arevalo (COL)                                                                     | 39:56.01 , SJA | José Montaña (COL)                                                          | 42:16.57 | Marco Antonio Rodríguez (BOL)                                                     | 44:56.76 |
| 110 metros barreiras        | João de Oliveira (BRA)                                                                  | 13.85          | Lucas Carvalho (BRA)                                                        | 13.92    | Cristian Alzate (COL)                                                             | 13.94    |
| 400 metros barreiras        | João de Oliveira (BRA)                                                                  | 52.62          | Renato Izidio (BRA)                                                         | 53.40    | Jefferson Valencia (COL)                                                          | 53.95    |
| 3.000 metros com obstáculos | Mauricio Matute (ECU)                                                                   | 9:22.94        | Alex De Oliveira (BRA)                                                      | 9:31.31  | Nelson Blanco (COL)                                                               | 9:41.38  |
| 4×100 metros estafetas      | Brasil · Aldemir Junior · Flavio Barbosa · Jackson da Silva · Rodrigo Rocha             | 39.63 , SJA    | Colômbia · Stiven Valois · Diego Palomeque · Bernardo Baloyes · Fredy Cuero | 40.08    | Argentina · Sebastián Acevedo · Rodrigo Sánchez · Facundo Andrada · Leandro Monje | 41.89    |
| 4×400 metros estafetas      | Brasil · Pedro de Oliveira · Leandro de Araújo · Maicon dos Santos · Anderson Henriques | 3:08.35        | Colômbia · Bernardo Baloyes · German Ardila · Diego Palomeque · Jhon Solís  | 3:08.71  | Chile · Felipe Osorio · Alejandro Peirano · Sergio Germaín · Joan Pinto           | 3:18.69  |
| Salto em altura             | Rebert Firmiano (BRA)                                                                   | 2.07           | Eure Yenez (VEN)                                                            | 2.07     | Cristóbal Hurtado (CHI)                                                           | 2.04     |
| Salto com vara              | Heberth Gómez (COL)                                                                     | 5.00           | Thiago da Silva (BRA)                                                       | 4.85     | Matheus Da Silva (BRA)                                                            | 4.80     |
| Salto em comprimento        | Douglas Selestrino (BRA)                                                                | 7.57           | Daiber Cambindo (COL)                                                       | 7.49     | Erick Zambrano (ECU)                                                              | 7.45     |
| Salto triplo                | José Adrian Sornoza (ECU)                                                               | 15.82          | Henrique da Silva (BRA)                                                     | 15.72    | Kauam Bento (BRA)                                                                 | 15.69    |
| Arremesso de peso           | Joaquín Ballivián (CHI)                                                                 | 19.31          | William Braido (BRA)                                                        | 18.42    | John Zea (COL)                                                                    | 16.85    |
| Lançamento de disco         | Mauricio Ortega (COL)                                                                   | 58.48          | Felipe Lorenzon (BRA)                                                       | 54.23    | Juan Ignacio Solito (ARG)                                                         | 53.42    |
| Lançamento do martelo       | Jonatan Gras (ARG)                                                                      | 67.36          | Thiago da Silva (BRA)                                                       | 61.60    | Fabian Serna (COL)                                                                | 61.31    |
| Lançamento do dardo         | Braian Toledo (ARG)                                                                     | 74.04 {{CR}    | Tomás Guerra (CHI)                                                          | 70.99    | Reynan Costa (BRA)                                                                | 68.67    |
| Decatlo                     | Victor Santos (BRA)                                                                     | 7173           | Oscar Campos (VEN)                                                          | 6914     | Guillermo Ruggieri (ARG)                                                          | 6880     |

### Feminino
| Evento                      | Ouro                                                                               | Ouro          | Prata                                                                           | Prata    | Bronze                                                                                   | Bronze   |
| --------------------------- | ---------------------------------------------------------------------------------- | ------------- | ------------------------------------------------------------------------------- | -------- | ---------------------------------------------------------------------------------------- | -------- |
| 100 metros                  | Tamiris de Liz (BRA)                                                               | 11.43         | Merlin Palacios (COL)                                                           | 11.64    | Jessica dos Reis (BRA)                                                                   | 11.72    |
| 200 metros                  | Tamiris de Liz (BRA)                                                               | 23.35 , NJR   | Merlin Palacios (COL)                                                           | 23.69    | Beatriz de Souza (BRA)                                                                   | 24.16    |
| 400 metros                  | Ana Da Silva (BRA)                                                                 | 53.84         | Evelis Aguilar (COL)                                                            | 54.45    | Rosa Escobar (COL)                                                                       | 54.70    |
| 800 metros                  | Ana Da Silva (BRA)                                                                 | 2:05.76       | Rosa Escobar (COL)                                                              | 2:06.87  | Ana Funes (ARG)                                                                          | 2:08.71  |
| 1 500 metros                | Érika Lima (BRA)                                                                   | 4:36.10       | Ana Funes (ARG)                                                                 | 4:36.63  | Ana Pacheco (BRA)                                                                        | 4:37.83  |
| 3 000 metros                | Charo Inga (PER)                                                                   | 9:55.01       | Areli Aparicio (PER)                                                            | 10:01.08 | Adriana da Luz (BRA)                                                                     | 10:08.94 |
| 5 000 metros                | Charo Inga (PER)                                                                   | 17:13.88      | Luz Mery Rojas (PER)                                                            | 17:16.70 | Martha Cadena (COL)                                                                      | 19:00.84 |
| 10 km marcha atlética       | Lorena Arenas (COL)                                                                | 47:22.68      | Angela Castro (BOL)                                                             | 47:37.34 | Wendy Cornejo (BOL)                                                                      | 49:13.40 |
| 100 metros barreiras        | Daniela Castillo (ECU)                                                             | 14.17         | Natalia Pinzón (COL)                                                            | 14.46    | Ursulla da Silva (BRA)                                                                   | 14.65    |
| 400 metros barreiras        | Déborah Rodríguez (URU)                                                            | 60.60         | Debora dos Santos (BRA)                                                         | 61.38    | Karen Palomeque (COL)                                                                    | 62.84    |
| 3.000 metros com obstáculos | Luz Mery Rojas (PER)                                                               | 10:53.59      | Zulema Arenas (PER)                                                             | 11:05.23 | Blenda Yanez (ECU)                                                                       | 11:14.27 |
| 4×100 metros estafetas      | Brasil · Tamiris de Liz · Jessica dos Reis · Andressa Fidelis · Fabricia de Morães | 44.64         | Colômbia · Merlin Palacios · Natalia Pinzón · Yanet Largacha · Maderley Alcazar | 46.39    | Chile · Victoria Fernández · Viviana Olivares · Josefina Gutiérrez · Macarena Borie      | 46.97    |
| 4×400 metros estafetas      | Colômbia · Rosa Escobar · Evelis Aguilar · Yanet Largacha · Melissa Torres         | 3:36.74 , SJA | Brasil · Natalia da Silva · Ana Da Silva · Debora dos Santos · Lorayna Lima     | 3:42.64  | Argentina · María Florencia Lamboglia · Virginia Cardozo · Ana Funes · Florencia Borelli | 3:56.53  |
| Salto em altura             | Yulimar del Valle (VEN)                                                            | 1.78          | Nulfa Palacios (COL)                                                            | 1.71     | Angie García (COL)                                                                       | 1.68     |
| Salto com vara              | Angie Hernández (COL)                                                              | 3.70          | Victoria Fernández (CHI)                                                        | 3.50     | Andrea Conde (COL)                                                                       | 3.35     |
| Salto em comprimento        | Jessica dos Reis (BRA)                                                             | 6.38          | Andressa Fidelis (BRA)                                                          | 5.84     | Lorayne Orozco (COL)                                                                     | 5.79     |
| Salto triplo                | Giselly Landázury (COL)                                                            | 13.39         | Yudelsy González (VEN)                                                          | 13.01    | Gabriela De Lima (BRA)                                                                   | 12.57    |
| Arremesso de peso           | Livia Avancini (BRA)                                                               | 14.75         | Alessandra Gamboa (PER)                                                         | 14.60    | Esthefania da Costa (BRA)                                                                | 13.85    |
| Lançamento de disco         | Esthefania da Costa (BRA)                                                          | 48.97         | Lidiane Cansian (BRA)                                                           | 47.94    | Helena Galvan (COL)                                                                      | 44.96    |
| Lançamento do martelo       | Daniela Gómez (ARG)                                                                | 54.49         | Kerolayne da Silva (BRA)                                                        | 51.91    | Tatiana Martínez (COL)                                                                   | 50.45    |
| Lançamento do dardo         | Emylyr da Conceiçâo (BRA)                                                          | 46.54         | María Mello (URU)                                                               | 43.17    | Beatriz Batista (BRA)                                                                    | 41.94    |
| Heptatlo                    | Tamara de Souza (BRA)                                                              | 5545          | Debora De Oliveira (BRA)                                                        | 4591     | Julieth Caballero (COL)                                                                  | 4189     |

## Quadro de medalhas (não oficial)
A contagem de medalhas foi publicada. 
| Ordem | País      | Medalha de ouro | Medalha de prata | Medalha de bronze | Total |
| ----- | --------- | --------------- | ---------------- | ----------------- | ----- |
| 1     | Brasil    | 22              | 16               | 11                | 49    |
| 2     | Colômbia  | 10              | 14               | 16                | 40    |
| 3     | Argentina | 4               | 1                | 6                 | 11    |
| 4     | Peru      | 3               | 4                | 0                 | 7     |
| 5     | Equador   | 3               | 0                | 3                 | 6     |
| 6     | Venezuela | 1               | 4                | 0                 | 5     |
| 7     | Chile     | 1               | 2                | 4                 | 7     |
| 8     | Uruguai   | 1               | 1                | 0                 | 2     |
| 9     | Bolívia   | 0               | 1                | 2                 | 3     |
| 10    | Guiana    | 0               | 0                | 1                 | 1     |
| 10    | Panamá    | 0               | 0                | 1                 | 1     |

## Pontuação final por país
A pontuação final por países foi publicada. 
| Rank | País      | Pontos |
| ---- | --------- | ------ |
| 1    | Brasil    | 458    |
| 2    | Colômbia  | 328    |
| 3    | Argentina | 119    |
| 4    | Chile     | 83     |
| 5    | Equador   | 76     |
| 6    | Peru      | 63     |
| 7    | Venezuela | 59     |
| 8    | Bolívia   | 28     |
| 9    | Uruguai   | 18     |
| 10   | Suriname  | 10     |
| 11   | Panamá    | 8      |
| 12   | Paraguai  | 6      |
| 13   | Guiana    | 4      |

| Rank | País      | Pontos |
| ---- | --------- | ------ |
| 1    | Brasil    | 228    |
| 2    | Colômbia  | 174    |
| 3    | Argentina | 73     |
| 4    | Chile     | 56     |
| 5    | Equador   | 46     |
| 6    | Venezuela | 35     |
| 7    | Bolívia   | 17     |
| 8    | Guiana    | 4      |
| 8    | Panamá    | 4      |
| 10   | Uruguai   | 2      |
| 11   | Peru      | 1      |

| Rank | País      | Pontos |
| ---- | --------- | ------ |
| 1    | Brasil    | 230    |
| 2    | Colômbia  | 154    |
| 3    | Peru      | 62     |
| 4    | Argentina | 46     |
| 5    | Equador   | 30     |
| 6    | Chile     | 27     |
| 7    | Venezuela | 24     |
| 8    | Uruguai   | 16     |
| 9    | Bolívia   | 11     |
| 10   | Suriname  | 10     |
| 11   | Paraguai  | 6      |
| 12   | Panamá    | 4      |

## Participantes (não oficial)
Uma contagem não oficial produziu o número de 271 atletas de 13 países: 
| - Argentina (30) - Bolívia (10) - Brasil (75) - Chile (26) - Colômbia (61) - Equador (23) | - Guiana (1) - Panamá (7) - Paraguai (6) - Peru (11) - Suriname (3) - Uruguai (6) - Venezuela (12) |

Legenda
| Recorde mundial       | Recorde mundial (World record)               |                       | Recorde africano                      | Recorde africano (African) |                                           | Q | Classificado por posição (Qualified) |
| Recorde do campeonato | Recorde do campeonato (Championship record)  | Recorde da América    | Recorde da América (Americas)         | q                          | Classificado por melhor tempo (Qualified) |   |                                      |
| Melhor marca do ano   | Melhor marca do ano (World leading)          | Recorde asiático      | Recorde asiático (Asian)              | DNS                        | Não largou (Did not start)                |   |                                      |
| Recorde nacional      | Recorde nacional (National record)           | Recorde europeu       | Recorde europeu (European)            | DNF                        | Não terminou (Did not finish)             |   |                                      |
| Recorde pessoal       | Recorde pessoal do atleta (Personal best)    | Recorde da Oceania    | Recorde da Oceania (Oceania)          | DSQ / DQ                   | Desclassificado (Disqualified)            |   |                                      |
| Recorde da temporada  | Recorde da temporada do atleta (Season best) | Recorde sul-americano | Recorde sul-americano (South America) | NM                         | Sem marca (No mark)                       |   |                                      |